# Procetichthys kreffti
Procetichthys kreffti is een straalvinnige vissensoort uit de familie van walviskopvissen (Cetomimidae). De wetenschappelijke naam van de soort is voor het eerst geldig gepubliceerd in 1989 door Paxton.